# Wanfang (köpinghuvudort i Kina, Jiangxi Sheng, lat 27,62, long 116,62)
Wanfang är en köpinghuvudort i Kina. Den ligger i provinsen Jiangxi, i den sydöstra delen av landet, omkring 140 kilometer sydost om provinshuvudstaden Nanchang. Antalet invånare är 24 435. Befolkningen består av 11 772 kvinnor och 12 663 män. Barn under 15 år utgör 22,0 %, vuxna 15-64 år 71 %, och äldre över 65 år 6,0 %.
Runt Wanfang är det ganska tätbefolkat, med 179 invånare per kvadratkilometer. Närmaste större samhälle är Zhuliang, 16,4 km söder om Wanfang. Trakten runt Wanfang består till största delen av jordbruksmark.
Genomsnittlig årsnederbörd är 2 563 millimeter. Den regnigaste månaden är juni, med i genomsnitt 466 mm nederbörd, och den torraste är oktober, med 21 mm nederbörd.